# Nachtzichtapparatuur

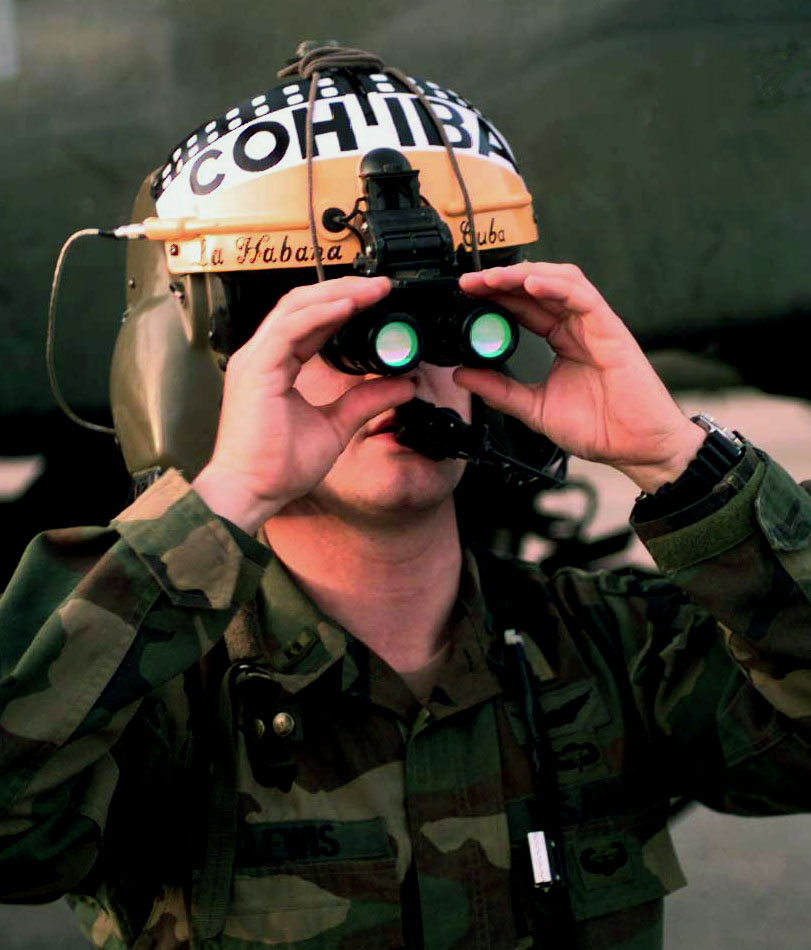
Een nachtzichtkijker

Nachtzichtapparatuur is apparatuur waarmee in het donker de omgeving beter zichtbaar kan worden gemaakt.
Nachtzichtapparatuur is vooral belangrijk voor militaire toepassingen. Daarbij zijn passieve nachtzichttoestellen het interessantst, omdat deze weinig restlicht vergen en bij geen gebruik van infrarood nagenoeg onopspoorbaar zijn voor de vijand.
Er zijn twee typen nachtzichttoestellen, die werken volgens een verschillend principe:
- Beeldversterker
- Infraroodcamera

## Beeldversterking
Hiermee wordt de hoeveelheid ontvangen fotonen van verschillende natuurlijke bronnen, zoals sterrenlicht of maanlicht, vergroot. Voorbeelden van dergelijke technologieën zijn nachtbrillen en low light camera's. In de militaire context worden beeldversterkers vaak "Low Light TV" genoemd, omdat het videosignaal vaak wordt doorgegeven aan een beeldscherm in een controlecentrum. Deze zijn gewoonlijk geïntegreerd in een sensor die zowel zichtbare als IR-detectoren bevat en de stromen worden onafhankelijk van elkaar of in samengesmolten modus gebruikt, afhankelijk van de eisen van de missie in kwestie.
De beeldversterker is een apparaat op basis van een vacuümbuis (fotomultiplicatorbuis) dat een beeld kan genereren uit een zeer klein aantal fotonen (zoals het licht van sterren aan de hemel), zodat een slecht verlichte scène in real-time met het blote oog kan worden bekeken via visuele output, of kan worden opgeslagen als gegevens voor latere analyse. Hoewel velen denken dat het licht wordt "versterkt", is dat niet het geval. Wanneer licht een geladen fotokathodeplaat raakt, worden elektronen uitgezonden door een vacuümbuis en slaan ze in op de microkanaalplaat. Hierdoor wordt het beeldscherm verlicht met een afbeelding in hetzelfde patroon als het licht dat de fotokathode treft en op een golflengte die het menselijk oog kan waarnemen. Dit lijkt veel op een CRT-televisie, maar in plaats van kleurkanonnen doet de fotokathode het uitzenden.
Men zegt dat het beeld "versterkt" wordt omdat het uitgaande zichtbare licht helderder is dan het inkomende licht, en dit effect houdt rechtstreeks verband met het verschil in passieve en actieve nachtzichtkijkers. Een populaire beeldversterker is de drop-in ANVIS-module, maar er zijn vele andere modellen en maten.

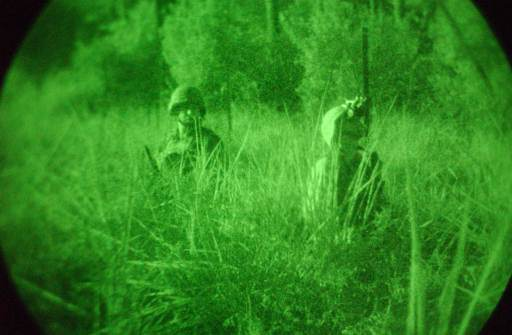
Beeld van een nachtzichtkijker